# Curiepe
Curiepe ist ein venezolanisches Dorf und eine Parroquia im Municipio Brión, im Bundesstaat Miranda. Im Norden grenzt es an Higuerote, im Süden und im Westen an das Municipio Acevedo, im Osten an Higuerote und Tacarigua.
Curiepe hat etwa 14.109 Einwohner. Es wurde im Jahr 1732 zum Dorf erklärt. Es wohnten freie Schwarze, aber auch schwarze Sklaven, Indianer und Weiße dort.
Das Dorf ist wegen der Feierlichkeiten zu Johannes dem Täufer vom 24. bis 26. Juni bekannt.